# Murinais
Murinais là một xã thuộc tỉnh Isère trong vùng Rhône-Alpes đông nam nước Pháp. Xã này nằm ở khu vực có độ cao từ 345-667 mét trên mực nước biển. Theo điều tra dân số năm 1999 của INSEE có dân số là 340 người.